# Glaucocharis minutalis
Glaucocharis minutalis là một loài bướm đêm trong họ Crambidae.